# 巴列德爾瓜穆埃斯
巴列德爾瓜穆埃斯是哥倫比亞的城鎮，位於該國南部，由普圖馬約省負責管轄，距離首府莫科阿150公里，始建於1954年1月22日，面積876平方公里，海拔高度316米，2012年人口51,934。
0°25′31″N 76°54′19″W / 0.42528°N 76.90528°W